# Michel Coloni
Michel Coloni, né le 25 août 1927 dans le 15e arrondissement de Paris et mort le 6 juillet 2016 à Tivernon (Loiret, France), est un prélat catholique français, évêque auxiliaire de Paris de 1982 à 1989, puis évêque de Dijon de 1989 à 2002 et, enfin, archevêque de ce même siège de 2002 à 2004.

## Biographie

### Formation
Après avoir obtenu une licence de lettres, il est entré au séminaire et a poursuivi sa formation à l'Institut catholique de Paris où il a obtenu une licence en théologie.

### Principaux ministères
Ordonné prêtre pour le diocèse de Paris le 17 avril 1954, il s'est d'abord consacré aux jeunes comme aumônier de lycée et de la paroisse universitaire, directeur de la Maison diocésaine des étudiants de 1967 à 1974, aumônier régional des étudiants de 1969 à 1982.
Il a été par ailleurs assistant ecclésiastique du Centre catholique des intellectuels français de 1966 à 1982.
En 1981, il est nommé vicaire général du diocèse de Paris.
Nommé évêque auxiliaire de Paris et titulaire d'Oea le 11 mai 1982, il est consacré le 8 octobre suivant par le cardinal Jean-Marie Lustiger. Nommé évêque de Dijon le 2 février 1989, il est élevé au rang d'archevêque le 16 décembre 2002. Il s'est retiré le 13 février 2004 pour raison d'âge.
Au sein de la Conférence des évêques de France, il a été président de la commission du monde scolaire et universitaire (1991-1994) puis de la commission épiscopale « Éducation, vie et foi des jeunes » et du conseil épiscopal du monde scolaire et universitaire de la Conférence épiscopale (1995-2000). Il fut également évêque accompagnateur de l’Association des Parents de Prêtres, de Religieux et Religieuses.
Il a été inhumé dans le caveau des évêques de la crypte de la cathédrale Saint-Bénigne de Dijon le 12 juillet 2016.